# Ратомир (кнез)
Ратомир, такође Ратимир, Радимир (лат. Ratomirum) је легендарни српски владар из прве половине 8. века, син кнеза Владина.

## Подаци из хронике
Према Летопису попа Дукљанина, Ратомир је био син кнеза Владина. Према хроничару, он је „од детињства показивао неотесаност и охолост“. и „омрзнуо хришћанство од детињства“ и, поставши владар, почео је претерано да прогони хришћане, и желео да избрише њихово име у земљи свог царства, и поруши бројне њихове градове и места, а неке поштеде, претварајући их у ропство. Али хришћани, видећи да су у великом заточеништву и гоњењу, стадоше се окупљати у горњим пределима планина, и по могућности подизаше утврђења, градове и грађевине, да би се на тај начин ослободили његове власти, док им Господ не дође и ослободи их. Хроничар преноси да су се под Ратомировим оцем Владином Бугари доселили на Балкан. И „оба народа су се сродила” јер су „били незнабошци и имали су исти језик”.
Слично се писало и о његова четири наследника, који су владали један за другим. Јержи Стшелчик их је све назвао Ратомировим синовима, али тога нема у „Летопису попа Дукљанина“. Штавише, неке верзије кажу да Ратомир у тренутку смрти није имао синова. Кнезови се називају Ратомировим рођаци, али су владали у низу један за другим.

## Анализа
Неки истраживачи су га, поистовећивали са Ратимиром, наследником Људевита Посавског и владаром Панонске кнежевине  829-838. Ф. Шишић је оповргао ову идентификацију. Према С.В. Алексејеву, хроника је синтетизовала различите кнежевске легенде, па је легендарни део препун анахронизама, а прича о Ратомиру, његова „четири наследника“, Светомиру-Сарамиру, Светоплеку могла је бити позајмљена из несачуваног, али реконструисаног„ књига „Методије””. Алексејев је писао да текст поглавља VI и VII одражава процесе карактеристичне за почетну фазу пресељења Словена (у летопису се везују за доба Остроила, Ратомировог пра-прадеде), али с друге стране , да су се процеси који су се одвијали на романско-словенској културно-језичкој граници пре почетка 9. века. Такође је тврдио да ако су Ратомир из Летописа и Ратимир, кнез Панонске кнежевине , идентични, онда је погрешна изјава хроничара да су четири Ратомирова наследника владала један за другим, а не паралелно. Алексејев је именовао противнике Мојмира и - Прибину и Неклана - као кандидате за улогу таквих принчева, али је такву реконструкцију назвао „спекулативном“, а такође је написао да је ризично користити Хронику као равноправан извор о историји Велике Моравске или Паноније 9. века.